# Корпоративна комуникация
Корпоративна комуникация е набор от дейности, които участват в управлението и организирането на всички вътрешни и външни комуникации, насочени към създаване на благоприятна гледна точка между заинтересованите страни, на която компанията зависи.
В друг смисъл казано – набор на съобщенията, издадени от корпоративна организация, орган, или институт за нейните публики, като служители, медии, търговски партньори и широката общественост.
Организациите се стремят да общуват чрез едно и също съобщение до всички заинтересовани страни, за да се предаде последователност, надеждност и етика. Корпоративните комуникации помагат на организациите да обяснят своята мисия, като се комбинират много свои виждания и ценности в едно сплотено съобщение до заинтересованите страни. Концепцията за корпоративна комуникация може да се разглежда като интегративна комуникационна структура, свързваща заинтересовани страни на организацията.
Добрата репутация е сред най-ценните активи на всяка компания. Тя е фактор, който оказва влияние върху развитието на бизнеса и печалбата на акционерите, върху лоялността на клиентите, мотивацията на служителите и възвръщаемостта от инвестициите в комуникации. Добрата корпоративна репутация има важна роля при управлението на кризи, а също при взаимоотношенията на бизнеса с представителите на държавната администрация.

## Основни групи
Три основни групи комуникация са гръбнакът на бизнеса и дейността на бизнес организациите. Те включват управление на комуникацията, маркетингова комуникация, и организационна комуникация.
- Управление на комуникацията се извършва между ръководството и неговите вътрешни и външни публики. В подкрепа на това управление, организации разчитат предимно на специалисти в областта на маркетинговата и организационна комуникация.
- Маркетинговата комуникация получава по-голямата част на бюджетите в повечето организации, и се състои от рекламен продукт, директна поща, лични продажби, и спонсорски дейности.
- Организационната комуникация се състои от специалисти по връзки с обществеността, връзки с инвеститорите, екологични комуникации, корпоративна реклама и комуникация на служителите.

## Елементи
Корпоративна търговска марка
Корпоративната марка е възприемането на една компания, която обединява група от продукти или услуги за обществеността под едно име, споделена визуална идентичност и общ набор от символи. Процесът на корпоративния брандинг се състои в създаванета на благоприятни асоциации и положителна репутация с вътрешни и външни заинтересовани страни. Целта на инициативата за корпоративното брандиране е да генерира един положителен ореол над продуктите и бизнеса на компанията, придаващи по-благоприятни впечатления от тези продукти и фирми.
Корпоративна и организационна идентичност
Има два подхода за идентичност:
Корпоративна идентичност е реалността и уникалността на една организация, които са неразделно свързани с външния и вътрешния си имидж и репутация чрез корпоративна комуникация.
Организационната идентичност се състои от онези характеристики на дадена организация, за които членовете му смятат, че са основни, отличителни и трайни. Това означава, че организационната идентичност се състои от тези атрибути, за които членовете чувстват че са от основно значение и които продължават да съществуват в рамките на организацията с течение на времето.
Корпоративна отговорност
Корпоративна отговорност (често наричана корпоративна социална отговорност), корпоративно гражданство, устойчивост, и дори съзнателно капитализъм са някои от условията сблъсквали и новинарските медии и корпоративните маркетингови усилия като фирми жокей, за да бъде спечелено доверието и лоялността на съставните части. Корпоративна отговорност (КО) представлява отношение на организацията за интересите на обществото, което се демонстрира. Накратко, КО подсказва как една корпорация да погледне отвъд традиционните си линии, за социалните последици от дейността си.
Корпоративна репутация
Корпоративната репутация е ценен стратегически актив за всяка компания в дългосрочен план. Добрата репутация е гаранция за високото качество на продукта или услугите на компанията и я прави предпочитана от клиентите. Съвременните изследвания за бизнес стратегиите показват, че корпоративната репутация е много ценен стратегически актив за всяка компания. Добрата репутация помага за постигането и поддържането на добри финансови показатели.
Кризисни комуникации
Кризисната комуникация понякога се счита за под-специалност на професията на връзките с обществеността, която е предназначена да предпазва и защитава физическо лице, фирма или организация за репутацията и. Тези предизвикателства могат да са под формата на разследване от правителствена агенция, криминално обвинение, запитване от медии, дело на акционери, в нарушение на изискванията за околната среда, или който и да е от редица други сценарии, включващи правно, етично, или финансово положение на предприятието. Кризата за организации могат да се определят, както следва:
Криза е голяма катастрофа, която може да се случи естествено или в резултат на човешка грешка, интервенция, или дори злонамерено. Това може да включва материални разрушения, като унищожаването на живота или активи, или нематериален опустошение, като загубата на доверието на дадена организация или друга вреда за репутацията. Последните резултати може да са резултат от реакция на ръководството или в резултат на човешка грешка. Криза обикновено има значително реално или потенциално финансово въздействие върху дадено дружество.